# Coolidge-effekten
| Coolidge-effekten |
| --- |
| Calvin och Grace Coolidge (med hund), huvudpersonerna i den anekdot som många år senare gav namn åt Coolidge-effekten. - Betydelse – ett handjurs dämpade motivation till sexuell aktivitet vid parning upprepade gånger med samma hona - Historia – efter vetenskapligt experiment på råttor 1955 - Bakgrund – efter en kuriös händelse med USA:s president Calvin Coolidge och dennes hustru |

Coolidge-effekten (engelska: Coolidge effect) syftar på ett handjurs dämpade motivation till sexuell aktivitet vid parning upprepade gånger med samma hona. Samtidigt kan en kontinuerligt hög motivation till upprepad sexuell aktivitet observeras om hanen presenteras för nya honor. Effekten belades 1955/1956 efter försök med laboratorieråttor och har namngivits efter en skämtsam episod med Calvin Coolidge (USA:s president 1923–1929).

## Historik

### Bakgrund
Coolidge-effekten sägs vara namngiven efter en anekdot involverande USA:s president Calvin Coolidge, då denne tillsammans med sin fru besökte en ranch någon gång på 1920-talet. Presidentens fru ska enligt historien då ha frågat ranchens ägare hur det kom sig att äggproduktionen var så god när det fanns så få tuppar. Ägaren ska då stolt ha svarat att det berodde på att ranchens tuppar gjorde sin plikt ett dussintal gånger varje dag.
När frun skämtsamt bad ranchens ägare påpeka det för president Coolidge ska denne, som överhört konversationen, ha frågat om tupparna höll sig till samma höna varje gång. Ranchens ägare ska då ha sagt nej och förklarat att varje tupp hade flera hönor. Presidenten ska då enligt historien ha sagt till ägaren att påpeka detta för hans fru.

### Experiment
De första vetenskapliga undersökningarna kring fenomenet utfördes 1955 på råttor, av den amerikanske etnologen Frank A. Beach. Effekten offentliggjordes 1956. En senare undersökning med hamstrar har visat att Coolidge-effekten kan förekomma också hos honor av en art, men betydligt svagare.
Effekten har även testats på tamfår. Där har konstaterats att baggen återkommande få utlösning efter två minuter, om han får umgås med ständigt nya tackor. Med samma tacka tar det längre tid att nå utlösning. Evolutionen antas ha gynnat utvecklingen av denna effekt, eftersom däggdjur behöver utnyttja tillfällen till att dra nytta av plötsligt tillgängliga resurser.

## Funktion
Coolidge-effekten är en främst biologisk effekt som frisläpper dopamin i kroppen. Den förekommer – i högre eller mindre utsträckning – när hanar eller honor av olika däggdjur introduceras för nya mottagliga partner. Parallellt sjunker mängden dopamin i samband med motsvarande intima kontakter med en nuvarande partner.
Teorin handlar om att det inte är typen av sexuell aktivitet som väcker lust hos individen, utan variationen i den sexuella upplevelsen. Denna effekt motsvarar en ökad attraktion för "nyhetens behag", och den har också kopplats samman med människans bruk av pornografi. Porrkonsumentens vidmakthållna sexuella lust vid exponering för ständigt nya ansikten,  kroppar och aktiviteter sägs vara relaterad till Coolidge-effekten. Sanningshalten hos denna koppling har dock inte kunnat testas kliniskt; ett försök 2009 till kliniskt test fick avbrytas då ingen kontrollgrupp kunde identifieras (unga män som aldrig någonsin konsumerat visuell erotica kunde inte påträffas). Den brittiska evolutionspsykologen Catherine Salmon har dock genomfört studier omkring bilder av cumshot på olika ansikten och dess popularitet hos olika konsumentgrupper, och där hävdades en viss koppling till Coolidge-effekten.
Effektens relation till promiskuitet, som en mänsklig drivkraft för lust, har indirekt behandlats av Esther Perel i hennes skrivande. Titeln på hennes bok Mating in Captivity (översatt till svenska som Vill ha dig och nyöversatt som Lust) betyder bokstavligen 'Para sig i fångenskap', med syftning på eventuella problem att behålla spänningen i ett sexliv som är "instängt" bakom äktenskapets "galler".
Begreppet kan även användas inom psykologi.